# Chougny
Chougny – miejscowość i gmina we Francji, w regionie Burgundia-Franche-Comté, w departamencie Nièvre.
Według danych na rok 1990 gminę zamieszkiwały 82 osoby, a gęstość zaludnienia wynosiła 6 osób/km² (wśród 2044 gmin Burgundii Chougny plasuje się na 828. miejscu pod względem liczby ludności, natomiast pod względem powierzchni na miejscu 709.).